# Erica hirtiflora
Erica hirtiflora là một loài thực vật có hoa trong họ Thạch nam. Loài này được Curtis mô tả khoa học đầu tiên năm 1800.

## Hình ảnh

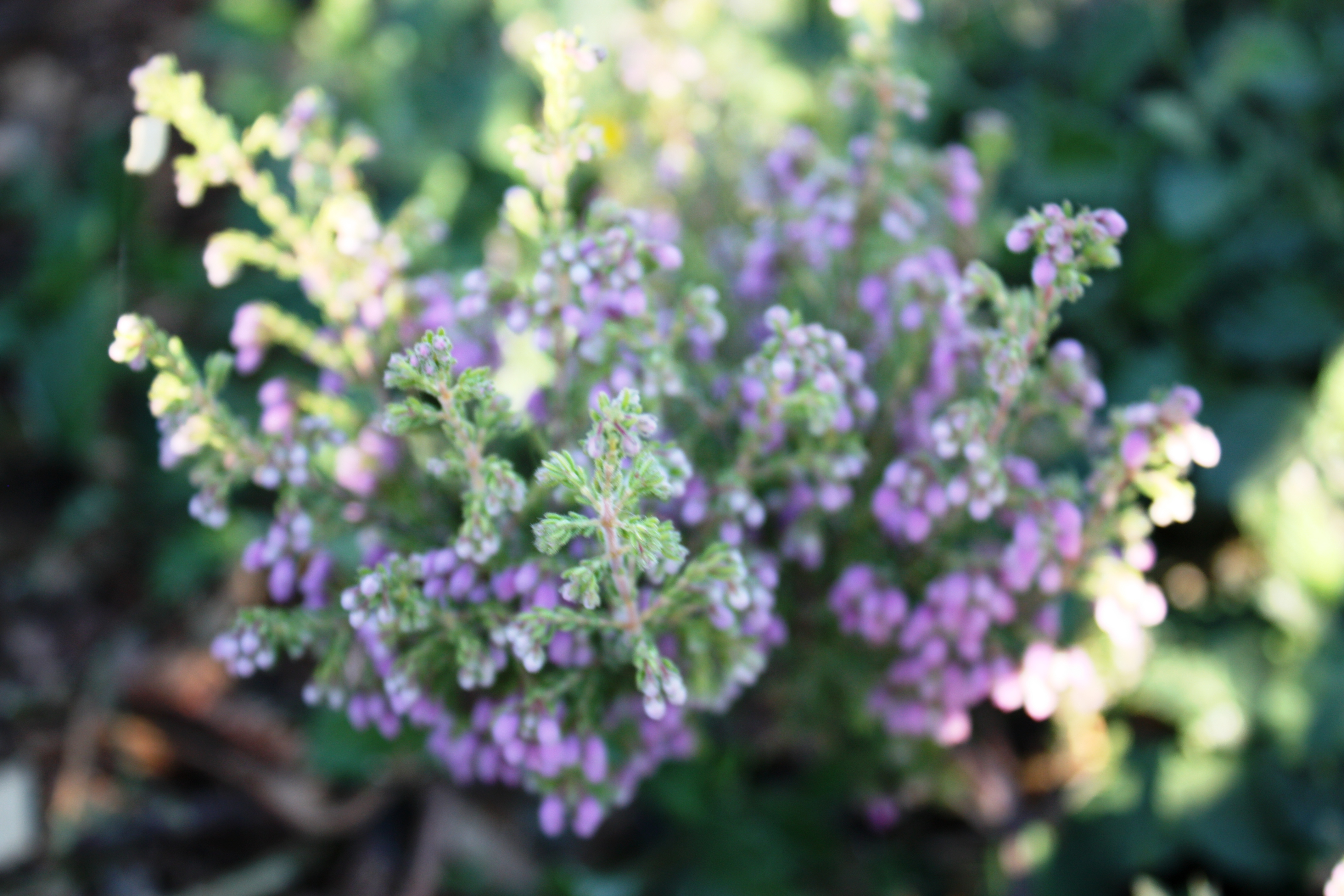
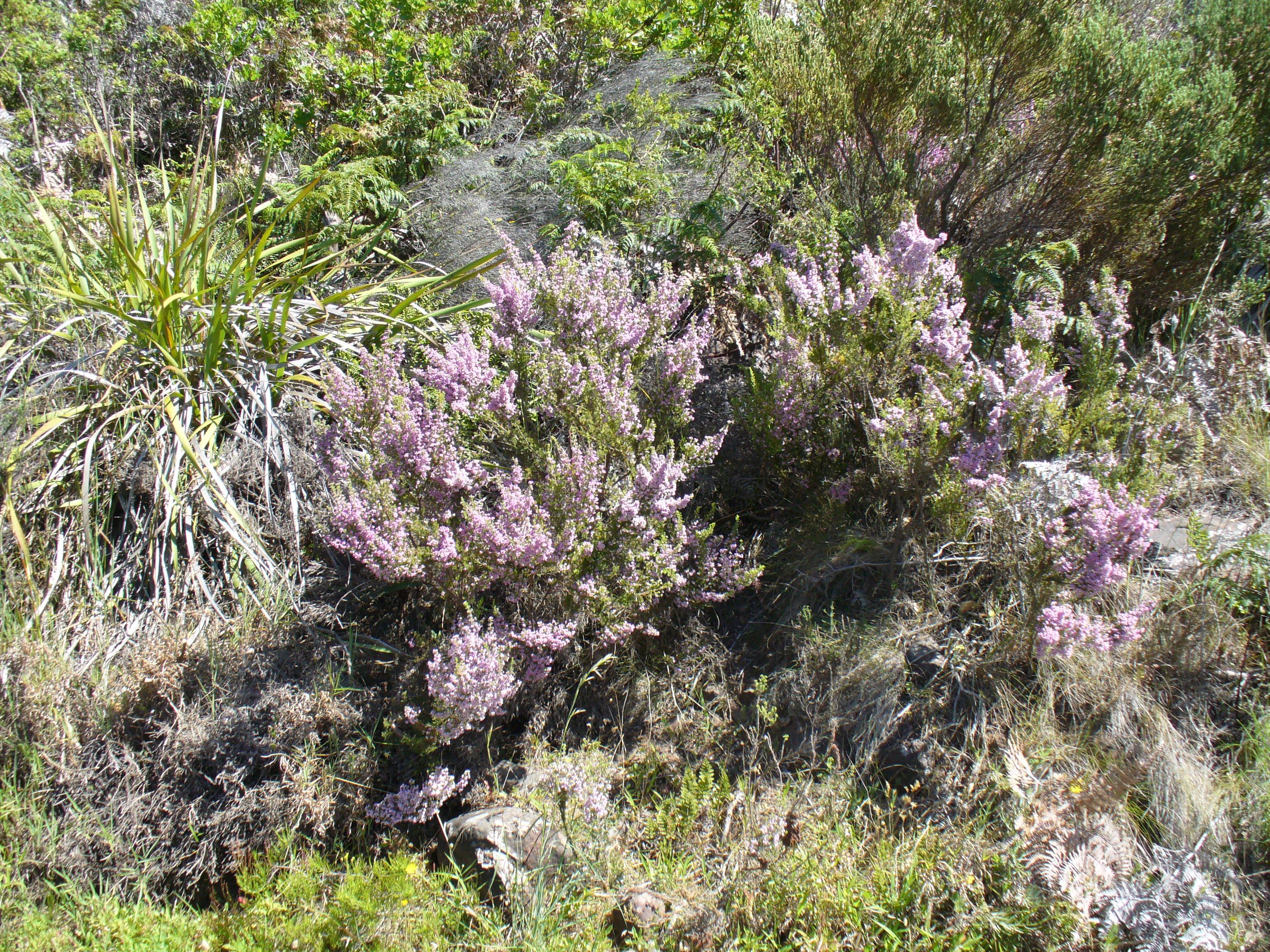